# Garelli Turismo
Die Garelli Turismo war ein Tourenmotorrad des italienischen Herstellers Garelli, das ab 1925 gefertigt wurde. Sie basierte auf der damals fortschrittlichen Doppelkolben-Zweitakttechnik, die Adalberto Garelli seit dem Ende des Ersten Weltkriegs für Motorräder nutzte.

## Technik und Merkmale
Die Garelli Turismo hatte einen luftgekühlten 350-cm³-Doppelkolbenmotor. Die Bohrung und der Hub betrugen je Zylinderlaufbuchse 52 mm × 82 mm. Die Leistung lag bei etwa 12 bis 14 PS, ausreichend für eine Reisegeschwindigkeit um 80 km/h und eine Höchstgeschwindigkeit von etwa 100 km/h.
Der Motor war mit einem Dreiganggetriebe kombiniert, das von Hand geschaltet wurde. Die Kraftübertragung erfolgte über eine Kette auf das Hinterrad. Der Rahmen war ein Stahlrohrrahmen ohne Hinterradfederung.
Als Beleuchtung hatte die Garelli Turismo ein Acetylen-Gaslichtsystem, wie es bei Tourenmotorrädern der 1920er-Jahre noch häufig verwendet wurde. Die Ausstattung umfasste einen breiten Tourenlenker, Schutzbleche, einen bequemen Einzelsattel sowie auf Wunsch einen Soziussitz und Fußrasten.

## Technische Daten
| Merkmal               | Angabe                                 |
| --------------------- | -------------------------------------- |
| Motortyp              | Einzylinder-Zweitakt-Doppelkolbenmotor |
| Hubraum               | 350 cm³                                |
| Bohrung × Hub         | 52 mm × 82 mm                          |
| Leistung              | ca. 12–14 PS bei 4000/min              |
| Getriebe              | 3-Gang mit Handschaltung               |
| Antrieb               | Kette                                  |
| Höchstgeschwindigkeit | ca. 100 km/h                           |
| Rahmen                | Rohrrahmen                             |
| Beleuchtung           | Acetylenbeleuchtung                    |
| Gewicht               | ca. 95 kg                              |
| Besonderheiten        | Tourenlenker, Soziussitz               |
| Hersteller            | Garelli                                |
| Produktionszeitraum   | ab 1925                                |
| Fahrzeugklasse        | Tourenmotorrad                         |

## Bedeutung
Die Garelli Turismo war als komfortables Reisemotorrad für Langstreckenfahrten entworfen und hatte hohen Fahrkomfort. Sie ergänzte die sportlicheren Modelle der Marke um ein alltagstaugliches Fahrzeug mit tourentauglicher Ausstattung.